# Лысая гора (Воронеж)
Лысая гора — обрывистый берег реки Воронеж у санатория им. М. Горького в Воронеже, здесь находится группа небольших славянских могильников.
С вершины открывается живописный вид левого берега с хвойными (сосновыми) лесами и суборями, уходящими за горизонт. Лысая гора — это крутой, активно осыпающийся обрыв правого берега реки Воронеж (ныне берег Воронежского водохранилища). 
Гора поднимается почти на 50 метров над уровнем реки. У обрыва выступают коричневые четвертичные суглинки и белёсые сыпучие пески, осыпающиеся с верхней части обрыва к его подножию. Постепенно вершина Лысой горы перемещается к водоразделу, подступая к расположенным рядом славянским могильникам, относящихся к IX веку. Частично они уже засыпаны склоном.